# Дивайн
Харрис Гленн Милстед (англ. Harris Glenn Milstead), более известен под псевдонимом Дивайн (англ. Divine; 19 октября 1945 года, Балтимор, Мэриленд — 7 марта 1988 года, Лос-Анджелес, Калифорния) — американский актёр, певец и дрэг-квин. Большую популярность ему принесло сотрудничество с трансгрессивным режиссёром Джоном Уотерсом. В фильмах он обычно исполнял характерные роли в образе женщин.
Издание People назвало Дивайн «Дрэг-квин века», она остаётся культовой фигурой в ЛГБТ-сообществе, её образом вдохновляются для создания других персонажей, картин, песен. Жизни Гленна Милстеда посвящено несколько книг и документальных фильмов.

## Биография

### 1945—1965: Ранние годы
Харрис Гленн Милстед родился 19 октября 1945 в Балтиморе, штат Мэриленд. Его отец Харрис Бернард Милстед, в честь которого он был назван, работал сантехником в департаменте городского водоснабжения Балтимора. Мать Гленна, Фрэнсис Милстед (урождённая — Вукович), происходила из бедной иммигрантской семьи сербов, переехавших в США из Загреба; в шестнадцатилетнем возрасте она переехала в Балтимор и вскоре устроилась на работу в местную закусочную, куда часто заходил её будущий муж. Они поженились в 1938 году, тогда же оба устроились на работу на фабрику по производству электроинструментов «Black & Decker». Из-за проблем с мышечной дистрофией Харрис-старший был комиссован и не попал на Вторую мировую войну. Долгое время пара безуспешно пыталась зачать ребёнка, у Фрэнсис один за другим происходили выкидыши.
К моменту рождения Харриса-младшего семья уже крепко стояла на ногах, сам он называл это положение «высший средний класс». О детстве Милстед вспоминал так: «Я был единственным ребёнком в семье, я был безнадёжно избалованным». Родители всячески старались ублажить единственного и долгожданного ребёнка во всём, включая еду, что стало причиной появления избыточного веса, от которого он не смог избавиться до конца своих дней. Мальчик предпочитал именовать себя по второму имени Гленн, чтобы отличать себя от тёзки-отца.

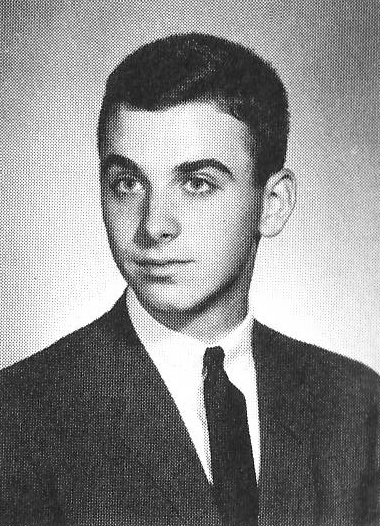
Гленн Милстед на выпускной фотографии в 17-летнем возрасте

Когда ему было 12 лет, семья переехала в Лютервилль, пригород Балтимора. Там он окончил среднюю школу, в которой, по словам Гленна, над ним издевались из-за его полноты и женственности. Мальчик увлекался живописью и садоводством, подрабатывал в местном флористическом магазинчике. Когда он в семнадцатилетнем возрасте осознал свою бисексуальность, родители отправили его к психиатру, поскольку такие явления порицались в тот период в американском обществе. После школы он поступил на курсы парикмахерского искусства, которые с успехом окончил и устроился стилистом сразу в несколько салонов красоты города. Позднее он бросил работу, оставаясь на обеспечении своих родителей, которые с неохотой продолжали оплачивать его счета. В тот же период он начал участвовать в травести-шоу, изображая различных женщин-знаменитостей, в частности Элизабет Тейлор.

### 1966—1968: Первые фильмы с Джоном Уотерсом
Благодаря работе на публике Гленн завёл множество знакомств, так он подружился с Дэвидом Локари, который позже примет участие в создании образа Дивайн. В середине шестидесятых через общую знакомую Кэрол Верниг он познакомился с Джоном Уотерсом, который жил на той же улице. Со временем они организовали компанию битников, тусовались в различных барах, курили марихуану. Тогда же Уотерс дал Милстеду прозвище Divine (Дивайн; с англ. — «божественный»). Джон признался, что позаимствовал прозвище у Жана Жене, в его книге «Богоматерь цветов» главного персонажа также звали Divine.
Джон Уотерс был начинающим режиссёром, стремившимся снимать «самое грязное и трэшовое кино». В один из таких фильмов, «Римские свечи», Уотерс пригласил Харриса, для которого эта работа стала экранным дебютом — он предстал в образе женщины, исполнив роль курящей травку монашки. Однако снятая на 8-мм плёнку авангардная вакханалия артистов труппы «Dreamlanders» (в которую теперь влился и Дивайн) не получила широкого распространения. В следующем фильме Уотерса «Съешь свой макияж» он вновь предстал в женском образе, только теперь он изображал Джеки Кеннеди.
Гленн держал съёмки в андеграундных картинах в тайне от своих родителей, поскольку полагал, что консервативность не позволит им понять его участие в таких спорных фильмах. Они узнали об этом только спустя годы. Родители приняли решение купить сыну собственный салон красоты, в надежде, что финансовая самостоятельность поможет ему устроиться в жизни и научит его обращаться с деньгами. Гленн согласился работать там, однако управленческие функции оставил матери. В 1968 году он съехал от родителей и начал арендовать собственную квартиру.

### 1969—1970: «Множественные маньяки»
Следующей лентой, в которой принял участие Гленн была «История Дайаны Линклеттер», снятая спонтанно, чтобы опробовать новую камеру. Это был очередной фильм «в дурном вкусе», однако основанный на реальной истории Дайаны Линклеттер, дочери известного медиамагната Арта Линклеттера, которая покончила с собой. В фильме Дивайн предстаёт в гротескном образе юной наркоманки, которая отбилась от рук и восстала против своих родителей. Новая работа, полнометражный фильм «Отстойный мир», чуть не принесла актёру административное наказание. Там он играл блондинку и в одной из сцен должен был голым идти по дороге, что являлось преступлением в Мэриленде. Многих, в том числе и Харриса, арестовали, но ему удалось избежать наказания. Газета Los Angeles Free Press даже написала заметку об этом случае, в частности о самой «140-килограммовой восходящей звезде» Дивайн.
В 1970 году он бросил работу в салоне, и переехал в городок Провинстаун в штате Массачусетс, где открыл магазин винтажных вещей. Однако бизнес оказался неприбыльным и вверг его в долги. Чтобы рассчитаться с ними, он продал магазин со всем содержимым за гроши, а также пытался продать мебель из квартиры, которую снимал. Хозяйка квартиры обратилась в полицию и Гленну пришлось бежать в Сан-Франциско, Калифорния.
В том же году Уотерс предлагает Гленну роль бандитки в его новой картине «Множественные маньяки». Фильм получился крайне провокационным. Так, в одной из сцен Леди Дивайн мастурбирует розарием прямо в церкви, в другой она ест сердце собственного парня (на самом деле это было коровье сердце, слегка протухшее, поскольку лежало без холодильника весь съёмочный день), в довершение героиню насилует огромный рак, что приводит её в состояние безумства и она отправляется крушить всё вокруг. Из-за подобного содержания Уотерс побоялся выпускать фильм на коммерческих площадках (его могли просто конфисковать и уничтожить власти), поэтому организовал премьеру в церкви, где юрисдикция штата была бессильна. Это был первый фильм Уотерса, получивший широкое внимание со стороны зрителей и прессы, тогда же заметили и Дивайн, называя её новым трендом в кинематографе.

### 1971—1973: «Розовые фламинго»
После пребывания в Калифорнии Гленн вернулся в родной Балтимор для участия в новом фильме Уотерса «Розовые фламинго». По сюжету Дивайн играет Бэбс Джонсон, которая называет себя «самой отвратительной» персоной из ныне живущих и которая должна отстоять этот титул в борьбе с семейкой Марблов. Одной из главных изюминок фильма является финал, в котором Бэбс, доказывая, что она самая отвратительная, поедает собачьи фекалии. По словам Гленна они три часа ходили за этой собакой, дожидаясь, пока она сделает свои дела и они смогут снять сцену. Этот момент стал одним из самых ярких эпизодов актёрской карьеры Дивайн. Люди неоднократно докучали актёру расспросами и разговорами о фекалиях, дарили ему пластиковые экскременты и даже печенье в виде дерьма. Сам он позже признался, что не является копрофилом, а делал это только потому что это было в сценарии.
Премьерный показ прошёл в 1972 году на третьем Ежегодном кинофестивале Балтимора, проходившим в кампусе Балтиморского университета. Билеты на первые три сеанса были полностью распроданы. Фильм вызвал большой интерес у любителей андеграундного кино. Кроме Балтимора показы также прошли в Нью-Йорке, Филадельфии и Сан-Франциско. Картина обрела статус культового фильма в андеграундной среде, а также среди ЛГБТ-сообщества.
Сохраняя свою причастность к андеграундному кинематографу Уотерса в тайне от родителей, Дивайн продолжал тратить их деньги — он организовывал большие шумные вечеринки, высылая чеки отцу с матерью. Однажды, после того, как он предъявил им чек на ремонт автомобиля в 1972 году, его родители конфисковали чековую книжку заявив, что не будут продолжать платить за него. В ответ он забрал из родительского дома двух своих собак и уехал, после чего не виделся и не общался с семьёй в течение девяти лет. Вместо этого он отправил им более пятидесяти открыток со всего мира, сообщая, что он в порядке, но ни на одной не указывая обратного адреса. Вскоре Фрэнсис и Харрис Милстед переехали во Флориду по совету врача Харриса-старшего.
Когда съёмки «Розовых фламинго» закончились, Харрис вернулся в Сан-Франциско, где он и Минк Стоул сыграли в ряде различных малобюджетных театральных спектаклей в составе дрэг-труппы «The Cockettes». В Санта-Монике он купил новый дом, обставив его в соответствии со своим вкусом. В 1970-е Уотерс и Дивайн посещали множество вечеринок и балов, организованных ЛГБТ-сообществом. Там же скандальный режиссёр продвигал не менее скандальную дрэг-квин, стараясь сделать её травести-дивой номер один в США.

### 1974—1978: «Женские проблемы» и работы в театре
В 1974 году Харрис вновь вернулся в Балтимор, чтобы сняться в следующем фильме Уотерса «Женские проблемы», в котором он исполнил главную роль. Персонаж Дивайн — преступница Дон Дэвенпорт, поддерживающая идею о том, что преступление — это искусство, за что в итоге она была поджарена на электрическом стуле. Уотерс утверждал, что персонаж Дон был частично основан на их общей подруге, которая познакомила его с Дивайн, Кэрол Верниг. Все трюки в фильме, в частности прыжки на батуте, Харрис выполнил сам. Также это был первый фильм, в котором он сыграл мужскую роль. Данный факт помог актёру избавиться от чувства, что он застрял в женском образе навсегда и не сможет реализовать себя как исполнитель мужских ролей. Также для фильма Дивайн записала оригинальную песню, которую можно услышать в начале во время титров. Хотя фильм был встречен смешанными отзывами, сам Гленн гордился им и считал одним из самых любимых.
В следующем фильме Уотерса «Жизнь в отчаянии» Харрис сниматься отказался, несмотря на то, что роль Мола МакГенри была написана специально под него. Свой отказ он объяснял успехами в театре. В 1976 году тюремная драма Тома Айена «Женщины за решёткой», в которой он играл, стала большим хитом на театральной сцене. Успех также сопутствовал и другой постановке по произведению Айена «Неоновая женщина», в которой Милстед сыграл хозяйку стриптиз-клуба. Во время гастролей со спектаклем он начал сожительствовать с актёром Джеем Беннетом.
В Нью-Йорке он завёл себе компанию друзей, которую прозвал «нью-йоркская семья», туда входили дизайнер Ларри Легаспи, визажист Конрад Сантьяго, Винсент Нассо и костюмер Фрэнки Пьяцца. Милстед стал завсегдатым посетителем легендарного ночного клуба «Студия 54».

### 1979—1984: Певческая карьера и «Полиэстер»
В какой-то момент Милстед решил отказаться от услуг своего агента Роберта Хуссона, предложив его место своему другу Бернарду Джею. Новоиспечённый агент предлагает ему не только тусоваться в клубах, но и зарабатывать на этом деньги, выступая с музыкальными номерами. Первые попытки выступлений оказались неудачными. Но в 1981 году он записывает свой первый сингл «Born to be Cheap», который активно включают на дискотеках. В этом же году выходит новый фильм Уотерса с участием Дивайн — «Полиэстер», где он играет Франсин Фишпау, чувственную, несчастную женщину, которая влюбляется в мужчину своей мечты (его сыграл Таб Хантер, и кому приписывали роман с Милстедом).
Тогда же Гленн решил возродить общение со своими родителями. Его мать узнала о его кинематографической карьере после прочтения статьи о фильмах Джона Уотерса в журнале Life, она даже отправилась в кинотеатр, но так и не решилась пойти контакт со своим сыном сама. На одном из концертов Дивайн к нему подошёл давний друг, который передал ему координаты родителей. Гленн позвонил им, что впоследствии привело к воссоединению семьи. Отношения были налажены, сын купил родителям щедрые подарки и сообщил им о том, что прилично разбогател. На самом деле, по словам его менеджера Бернарда Джея, он уже был в больших долгах из-за его неимоверных расходов.
В 1982 году Дивайн начинает сотрудничество с композитором Бобби Орландо, который пишет для него несколько песен в стиле Hi-NRG. Синглы «Native Love (Step By Step)», «Shoot Your Shot» и «Love Reaction» становятся крайне популярны на дискотечных площадках. Для их раскрутки Дивайн даже появляется на телевидении в шоу «Доброе утро, Америка». Также проводит несколько успешных турне, на которых исполняет свои песни вперемешку со стендап-выступлениями и миниатюрами. Популярность шоу привела к гастролям и за пределами США, особенной популярностью дрэг-квин пользовалась в Европе.
Успешная музыкальная карьера продолжалась, однако ему пришлось оставить лейбл «O-Records» из-за мошенничества с прибылью. На новом лейбле «InTune Music Limited» под руководством продюсерского трио Сток, Эйткен и Уотерман были записаны такие хиты как «You Think You’re a Man» и «I’m So Beautiful».

### 1985—1988: «Страсть в пыли» и «Лак для волос»
В следующем фильме «Страсть в пыли» его экранным партнёром вновь стал Таб Хантер, а также это был первый фильм Дивайн, снятый не Джоном Уотерсом. В фильме он исполняет роль распутницы-танцовщицы местного салуна, которая борется за внимание ковбоя Абеля Вуда. Хотя фильм и получил прохладный приём, критики отметили игру Дивайн в фильме (при этом актёр был номинирован на премию «Золотая малина» за худшую мужскую роль). Далее последовал фильм «Умопомрачение», где он сыграл небольшую роль, на которую согласился потому что хотел исполнять больше мужских ролей на экране. Фильм получил смешанные отзывы, как и работа Милстеда.
В фильме «Лак для волос» он вновь перевоплощается в женский образ, а также возвращается к сотрудничеству с Уотерсом. В картине Дивайн играет роль Эдны Тёрнблад — любящей мамочки. При этом в фильме присутствует и мужская роль с его участием — владелец радиостанции. Позже в интервью он признался, что первоначально он должен был играть и мать и дочь, однако Уотерс предпочёл отдать роль дочери Рики Лейк. Фильм собрал положительные рецензии, также критики отмечали игру Дивайн и его прорыв в мейнстрим кино. На премьеру фильма в Балтиморе и Майами Гленн пригласил свою мать Фрэнсис.
В восьмидесятые годы Гленна активно стали приглашать на телевидение, в частности он неоднократно посещал такие шоу как «Late Night with David Letterman», «Thicke of the Night» и «The Merv Griffin Show». Такие известные художники как Дэвид Хокни и Энди Уорхол рисовали портреты Дивайн. Последней киноработой стала роль в фильме «Из темноты», где Дивайн сыграла роль детектива. Премьера фильма состоялась уже после смерти актёра.

### 1988: Смерть

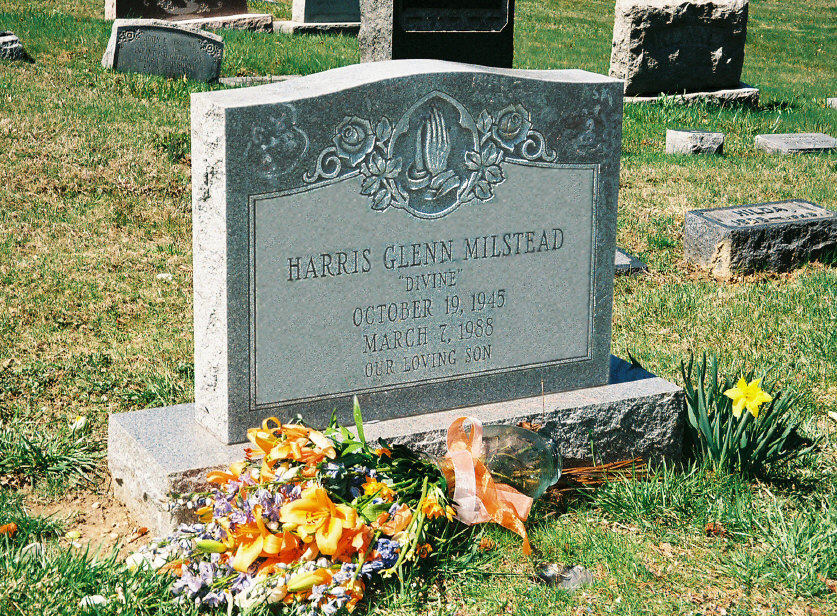
Могила Харриса Гленна Милстеда на кладбище Проспект Хилл в Балтиморе, Мэриленд

В последние годы жизни актёр испытывал сильные переживания по поводу своей музыкальной и актёрской карьеры. По словам его менеджера, он часто стал думать о суициде и даже несколько раз угрожал убить себя.
В 1988 году Милстед принял предложение сыграть роль матери Пэгги в новом сериале компании FOX «Женаты… с детьми». 7 марта 1988 года весь день перед съёмками актёр провёл в студии на репетиции. Вечером он поужинал с друзьями и отправился в свой гостиничный номер, где незадолго до полуночи скончался от сердечного приступа. Его тело было отправлено в Мэриленд, где состоялись похороны. На церемонии, которую проводил преподобный Хиггенботам (он же и крестил когда-то маленького Милстеда) собрались сотни людей. Друг и коллега Джон Уотерс произнёс траурную прощальную речь, а также нёс гроб. Многие деятели искусств прислали свои соболезнования. Похоронен он на кладбище в родном городе Таусон. После похорон многие вещи Милстеда были конфискованы государством в счёт погашения задолженностей.

## Личная жизнь
Гленн Милстед не был транссексуалом или трансгендером, как многие ошибочно считали; он был гомосексуалом. В течение восьмидесятых годов у актёра были отношения с женатым мужчиной по имени Ли, однако они расстались. После этого у него был роман с порноактёром Лео Фордом, который широко освещался в гей-прессе. По словам его менеджера Бернарда Джея, Гленн регулярно уединялся после выступлений с различными мужчинами, однако подобную распущенность Милстеда отрицала его подруга Энн Серсозимо. Долгое время актёр не отвечал интервьюерам на вопросы о своей ориентации, однако в конце восьмидесятых стал открыто рассказывать про свою гомосексуальность. Тем не менее он практически никогда не делал публичных заявлений о правах сексменьшинств, опасаясь, что это сможет навредить его карьере.

## Артистизм
Созданный во время работы в ранних фильмах образ грязной, вульгарной, грубоватой дамочки закрепился за Дивайн на всю оставшуюся жизнь. Подобный характер Милстед использовал в кино, музыкальной работе и медиасфере. В общении с публикой Дивайн использовала нецензурные выражения (любимым было «fuck you very much») и часто приглашала зрителей на сцену лаская пах, груди, ягодицы. Такие перформансы пользовались большой популярностью в гей-среде, поэтому он давал концерты в самых популярных гей-клубах мира. Также Дивайн славилась своими неординарными трюками на сцене, каждый раз пытаясь сделать что-то большее, чем раньше. Так он мог проехаться, выступая на крыше катера, или верхом на слоне. Сам актёр говорил о своих выступлениях так: «Это всего лишь хорошее грязное веселье, если вы находите в этом что-то оскорбительное, просто проходите мимо».
Тем не менее, он часто говорил, что любимое время в образе Дивайн — это момент, когда они расстаются, заявляя, что это просто рабочий костюм. Милстед предпочитал называть себя характерным актёром, исполняющим роль грубиянки, а не дрэг-квин. Он всегда переживал о том, чтобы не застрять в образе Дивайн навсегда, ведь тогда он смог бы реализовать себя как исполнитель мужских ролей, от которых он никогда не отказывался. Милстед заявлял, что не стремился играть только женщин, однако созданные им характеры оказывались настолько сильными, что люди хотели видеть именно их.

## Популярность и влияние

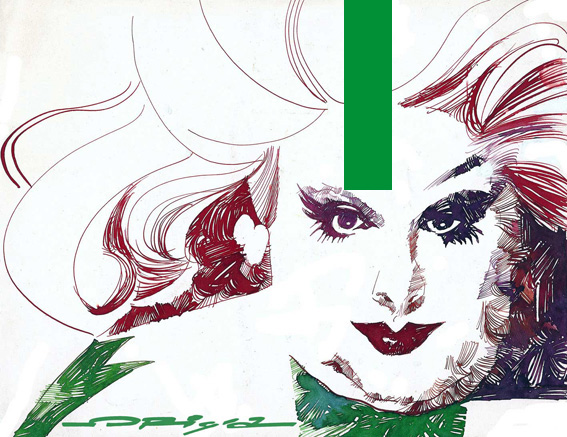
Рисунок Дивайн, выполненный Грациано Оригой в 1983 году

Дивайн была верным другом и музой Джона Уотерса на протяжении долгого времени. Именно он придумал имя для Дивайн, а также образ толстой разбойницы. Гленн Милстед в интервью 1988 года заявил: «Джон хотел именно большую женщину, потому что это была полная противоположность стандартам красоты».
Газета The New York Times в одном из своих первых обзоров написала, что «Дивайн — потрясающее открытие, и что он имеет изумительное чувство юмора и удивительную способность сыграть фарс на полном серьёзе». Критик Пол Торнквист назвал Дивайн одной из немногих действительно радикальных и существенных артистов века, добавив, что она — дерзкий символ стремления человека к независимости и свободе. В разное время её называли «Богиня Вульгарности», «Слон Панков», «Большая мамочка полуночного кино», «Мисс Пигги для взрослых». Джеффри Шварц, снявший документальный фильм про Дивайн, окрестил её «Джуди Денч среди всех дрэг-квин». Издание People назвало Дивайн «Дрэг-квин века». Она остаётся культовой фигурой среди ЛГБТ-сообщества, олицетворяя собой период сопротивления и рассвет травести-культуры.
После смерти на могилу Милстеда поклонники часто приносят косметику, бижутерию, игрушки и еду, а также рисуют граффити. Уотерс даже заявляет, что некоторые фанаты сношаются на могиле, мол, это доставляет Дивайн удовольствие. Образ в красном платье из фильма «Розовые фламинго» является одним из самых популярных на Хеллоуин, ежегодно десятки людей перевоплощаются в Бэбс Джонсон. Один из эпизодов шоу «Королевские гонки Ру Пола» был полностью посвящён Джону Уотерсу и Дивайн. Также Дивайн оказала влияние и на музыкальную культуру. Так, «Antony and the Johnsons» посвятили ей песню, которая вошла в их одноимённый альбом. Рошин Мёрфи предстала в образе Дивайн в видеоклипе на песню «Movie Star», где была показана пародия на сцену из фильма «Множественные маньяки», в которой героиню насилует огромный рак. Образом Дивайн художники-мультипликаторы вдохновились, создавая образ морской ведьмы Урсулы в диснеевской «Русалочке».
Бывший менеджер Милстеда Бернард Джей написал книгу «Не просто Дивайн!» в 1992 году, основанную на жизни певца. После обвинений в спекуляции на популярности умершего артиста, он заявил, что написал книгу не из-за прибыли, а для того, чтобы осветить все тёмные пятна в жизни Дивайн. Книгу жестоко раскритиковала Фрэнсис Милстед, сказав, что Джей очернил образ её сына. С критикой также выступил Грег Горман, который увидел в биографии много враждебности и абсолютное искажение личности Милстеда. Мать артиста позже написала собственную книгу «Мой сын Дивайн» в 2001 году. Также была опубликована книга «Открытки от Дивайн», содержащая все открытки, которые Милстед отправлял родителям, когда они не общались; также в книге присутствуют цитаты и истории близких друзей актёра. В 2013 году была снята документальная лента «Я — Дивайн».
В Американском музее визионерского искусства в Балтиморе установлена трёхметровая статуя Дивайн, а в Нью-Йоркском музее современного искусства действует постоянная экспозиция, посвящённая фильму «Розовые фламинго».

## Фильмография
| Год  |     | Русское название          | Оригинальное название      | Роль                         |
| ---- | --- | ------------------------- | -------------------------- | ---------------------------- |
| 1966 | кор | Римские свечи             | Roman Candles              | монашка                      |
| 1986 | кор | Съешь свой макияж         | Eat Your Makeup            | «Джеки Кеннеди»              |
| 1969 | ф   | Отстойный мир             | Mondo Trasho               | Дивайн                       |
| 1969 | кор | История Дайаны Линклеттер | The Diane Linkletter Story | Дайана Линклеттер            |
| 1970 | ф   | Множественные маньяки     | Multiple Maniacs           | леди Дивайн                  |
| 1972 | ф   | Розовые фламинго          | Pink Flamingos             | Дивайн/Бэбс Джонсон          |
| 1974 | ф   | Женские проблемы          | Female Trouble             | Дон Дэвенпорт/Ёрл Петерсон   |
| 1979 | док | Тэлли Браун, Нью-Йорк     | Tally Brown, New York      | камео                        |
| 1980 | док | Альтернативная Мисс Мира  | The Alternative Miss World | камео                        |
| 1981 | ф   | Полиэстер                 | Polyester                  | Фрэнсин Фишпау               |
| 1985 | ф   | Страсть в пыли            | Lust in the Dust           | Рози Вэлез                   |
| 1985 | ф   | Умопомрачение             | Trouble in Mind            | Хилли Блю                    |
| 1985 | док | Дивайн Уотерс             | Divine Waters              | камео                        |
| 1987 | с   | Сказки с тёмной стороны   | Tales from the Darkside    | Чиа Фунг                     |
| 1988 | ф   | Лак для волос             | Hairspray                  | Эдна Тёрнблад/Арвин Хотгепил |
| 1989 | ф   | Из темноты                | Out of the Dark            | детектив Ланджелла           |
| 1998 | док | Божественный мусор        | Divine Trash               | камео                        |
| 2000 | док | В дурном вкусе            | In Bad Taste               | камео                        |
| 2002 | док | Кокетки                   | The Cockettes              | камео                        |
| 2013 | док | Я — Дивайн                | I Am Divine                | камео                        |

## Дискография

### Альбомы
- My First Album (1982)[145]
- Jungle Jezebel (1982)[146]
- The Story So Far (1984)[147]
- Maid in England (1988)[148]
- Born To Be Cheap (1994)[149]

### Синглы
| «Born to Be Cheap» / «The Name Game»                                              | 1981 | —  | — | —  | —  | —  | —  | —  | —  | без альбома      |
| «Native Love (Step by Step)» / «Alphabet Rap»                                     | 1982 | —  | — | —  | 28 | —  | —  | —  | 21 | The Story So Far |
| «Shoot Your Shot» / «Jungle Jezebel»                                              | 1983 | —  | 9 | 15 | 7  | —  | 8  | —  | 39 | The Story So Far |
| «Love Reaction»                                                                   | 1983 | —  | — | 55 | 25 | —  | —  | 65 | —  | The Story So Far |
| «Shake It Up»                                                                     | 1983 | —  | — | 26 | 13 | —  | —  | 82 | —  | The Story So Far |
| «You Think You’re a Man» / «Give It Up»                                           | 1984 | 8  | — | 32 | —  | 27 | 9  | 16 | —  | The Story So Far |
| «I’m So Beautiful» / «Show Me Around»                                             | 1984 | —  | — | 38 | —  | 48 | —  | 52 | —  | The Story So Far |
| «T-Shirts and Tight Blue Jeans»                                                   | 1984 | —  | — | —  | —  | —  | —  | —  | —  | без альбома      |
| «Walk Like a Man»                                                                 | 1985 | 75 | — | 52 | —  | —  | 28 | 23 | —  | Maid in England  |
| «Twistin' the Night Away»                                                         | 1985 | —  | — | —  | —  | —  | —  | 47 | —  | Maid in England  |
| «Hard Magic»                                                                      | 1985 | —  | — | —  | —  | —  | —  | 87 | —  | Maid in England  |
| «Little Baby»                                                                     | 1987 | —  | — | —  | —  | —  | —  | —  | —  | Maid in England  |
| «Hey You!»                                                                        | 1987 | —  | — | —  | —  | —  | —  | —  | —  | Maid in England  |
| «Shout It Out»                                                                    | 1989 | —  | — | —  | —  | —  | —  | —  | —  | без альбома      |
| Символ «—» означает, что сингл не попал в чарт или не выпускался в данной стране. |      |    |   |    |    |    |    |    |    |                  |

## Награды и номинации
| Год  | Премия                                           | Работа           | Категория                            | Результат |
| ---- | ------------------------------------------------ | ---------------- | ------------------------------------ | --------- |
| 1986 | «Золотая малина»                                 | «Страсть в пыли» | Худшая мужская роль                  | Номинация |
| 1988 | Международный ЛГБТ-кинофестиваль в Сан-Франциско |                  | Награда Фреймлайн                    | Победа    |
| 1989 | «Независимый дух»                                | «Лак для волос»  | Лучшая мужская роль второго плана    | Номинация |
| 2013 | FilmOut San Diego                                | «Я — Дивайн»     | За особые достижения в кинематографе | Победа    |